# Gare de Morgny
La gare de Morgny est une gare ferroviaire française de la ligne de Saint-Roch à Darnétal-Bifurcation, située sur le territoire de la commune de Morgny-la-Pommeraye dans le département de la Seine-Maritime, en région Normandie.
Elle est mise en service en 1867 par la Compagnie des chemins de fer du Nord.
C'est une halte voyageurs de la Société nationale des chemins de fer français (SNCF), desservie par des trains TER Normandie.

## Situation ferroviaire
Établie à 159 mètres d'altitude, la gare de Morgny est située au point kilométrique (PK) 100,288 de la ligne de Saint-Roch à Darnétal-Bifurcation, entre les gares ouvertes de Longuerue - Vieux-Manoir et de Rouen-Rive-Droite. En direction de Rouen, s'intercalent les gares et haltes fermées de Préaux - Isneauville, de Saint-Martin-du-Vivier et de Darnétal.

## Histoire
La station de Morgny est mise en service le 18 avril 1867 par la Compagnie des chemins de fer du Nord, lors de l'ouverture de l'exploitation voyageurs de la ligne d'Amiens à Rouen. L'ouverture du service des marchandises a lieu le 26 avril.
Après que des projets d'embranchement ferroviaire d'intérêt local la reliant à Charleval, sur la ligne de Gisors à Pont-de-l'Arche puis à Vascœuil, sur la ligne de Charleval à Serqueux, un moment envisagés, eurent été abandonnés, en 1913 le département de Seine Inférieure établit entre les gares de Morgny et Vascœuil une liaison routière sous la forme d'un service public de transport de voyageurs et marchandises par automobiles.
Le 18 mai 1940, au cours de l'exode, un train de réfugiés belges arrêté en gare est tamponné par un train de réfugiés français, dont le mécanicien, en service depuis vingt-trois heures, n'a pu freiner à temps. L'accident fait cinquante-trois morts et cent vingt-huit blessés.
En 2015, la SNCF estime la fréquentation annuelle à 48 036 voyageurs.

## Service des voyageurs

### Accueil
Halte SNCF, c'est un point d'arrêt non géré (PANG) à accès libre. Elle est équipée d'un automate pour l'achat de titres de transport. La traversée des voies n'est possible que par le passage à niveau routier donnant directement accès aux deux quais.

### Desserte
Morgny est desservie par des trains TER Normandie (ligne Rouen – Amiens) et TER Hauts-de-France effectuant la liaison entre Rouen et Lille.

### Intermodalité
La halte est dotée d'un parc de stationnement.

## Patrimoine ferroviaire
L'ancien bâtiment voyageurs, fermé au service ferroviaire, est désormais occupé par la mairie de Morgny-la-Pommeraye.

Galerie de photographies
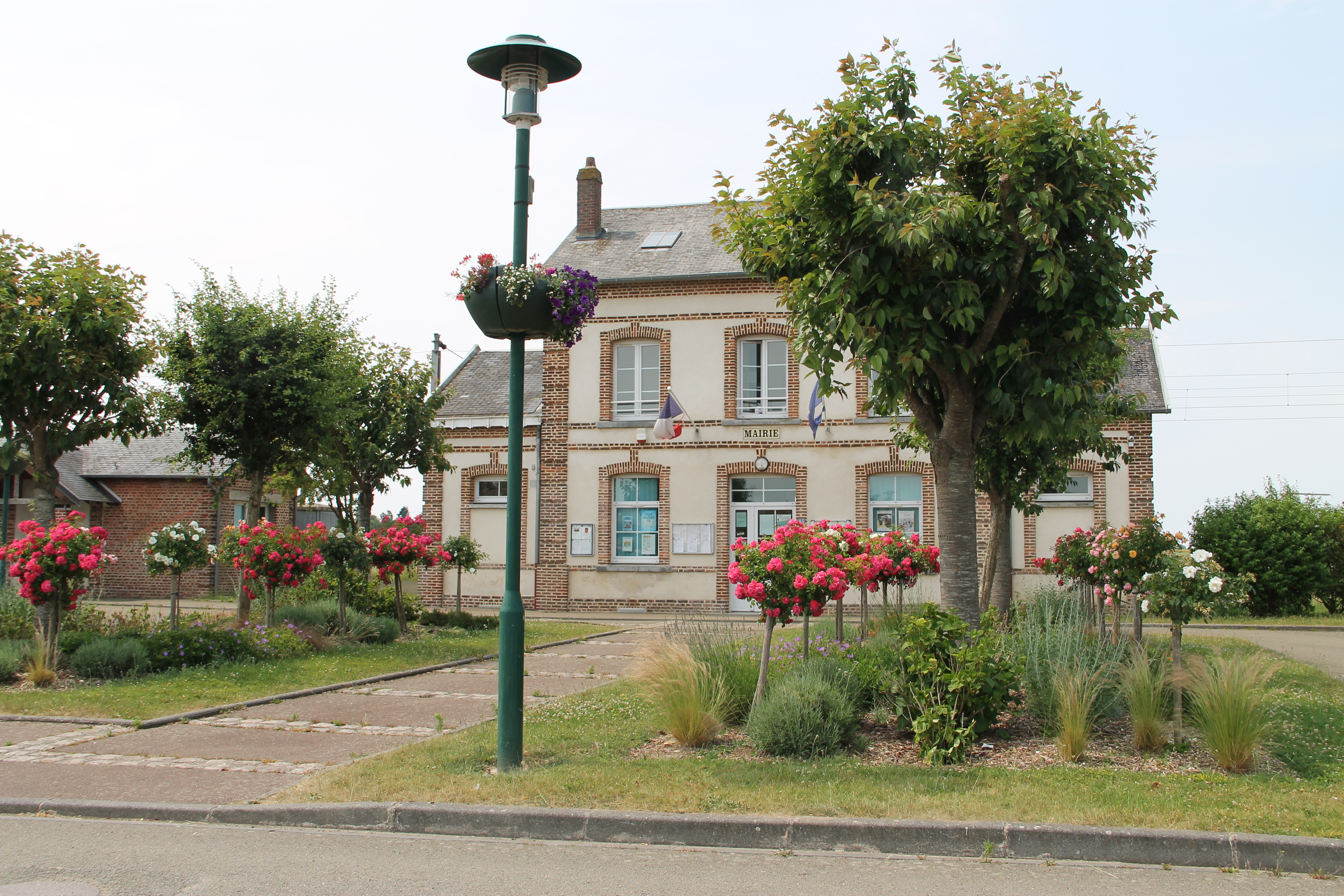
Ancien bâtiment voyageurs devenu mairie de Morgny-la-Pommeraye.
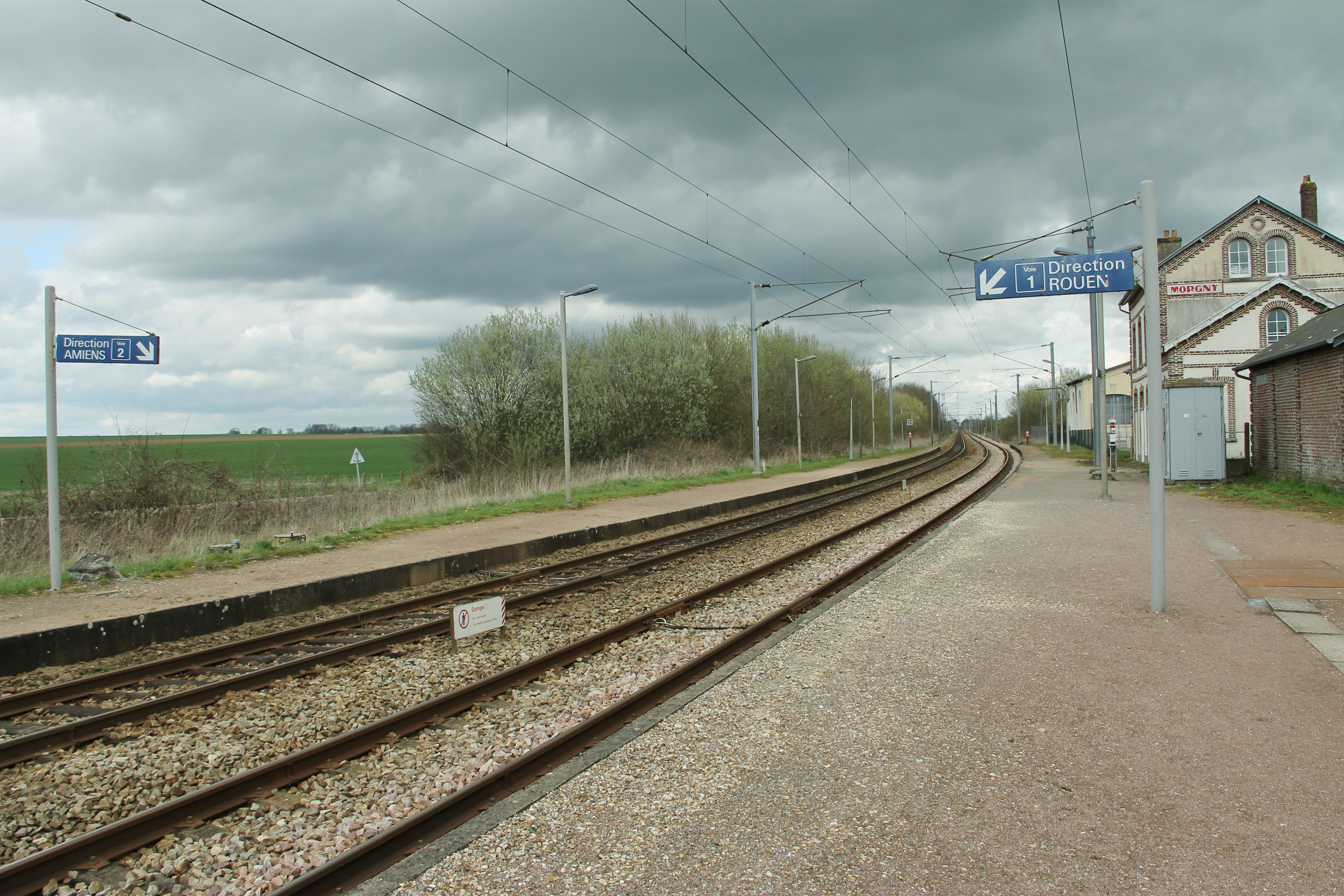
Les quais, direction Amiens
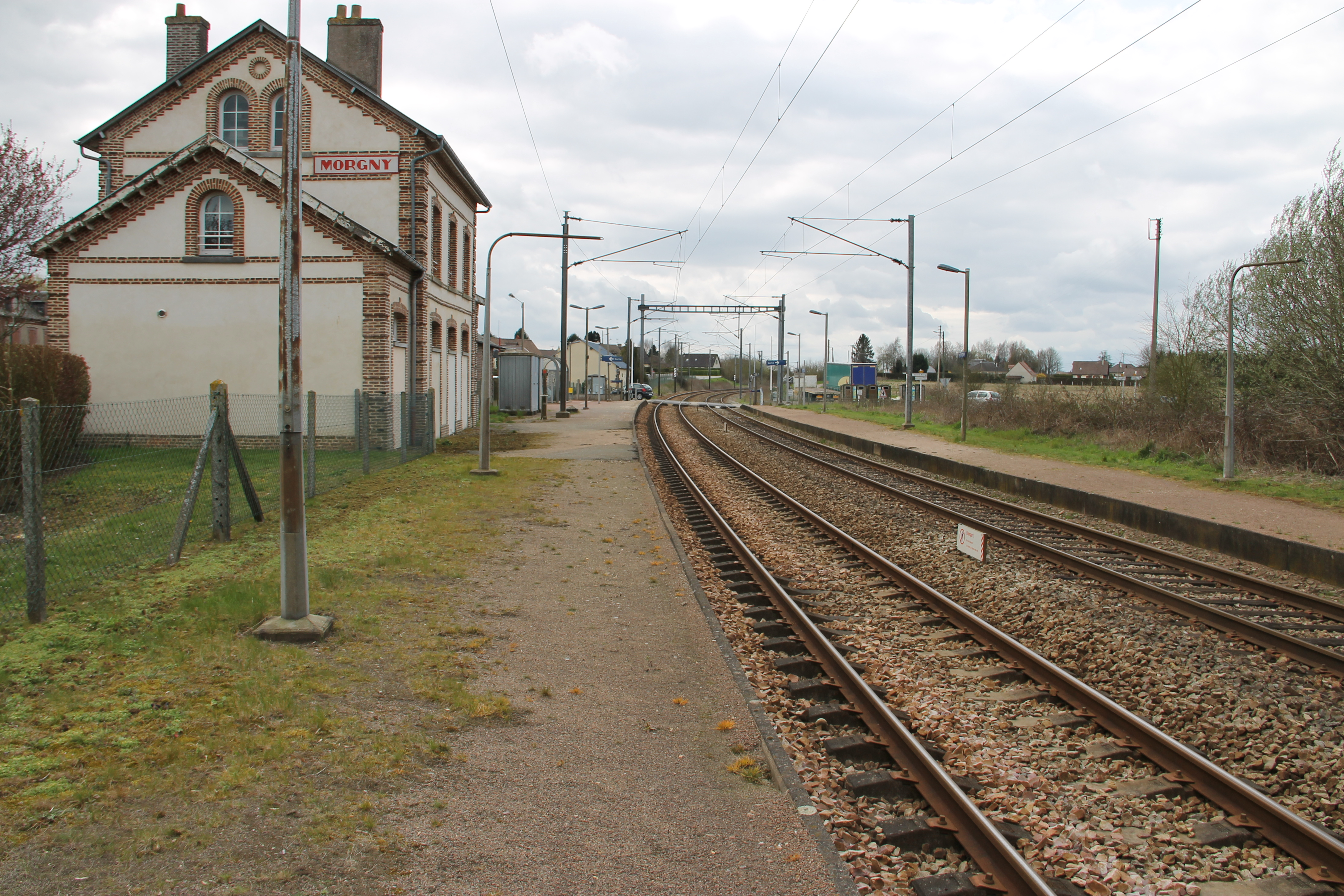
Les quais, direction Rouen.
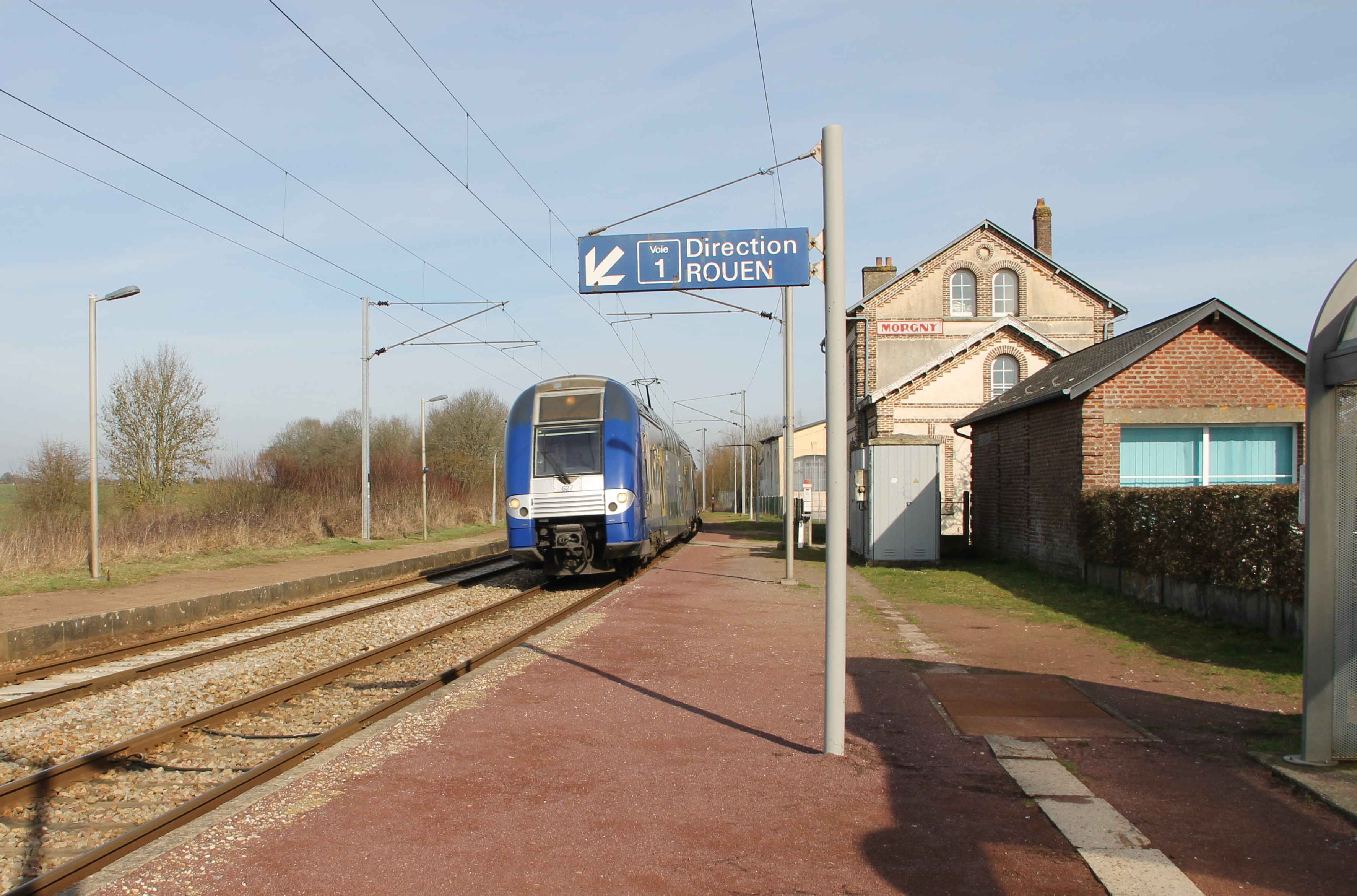
Passage d'un TER Lille-Rouen.